# Jerzy Kornowicz
Jerzy Kornowicz (* 12. August 1959 in Lublin) ist ein polnischer Komponist und Improvisationsmusiker (Piano, Synthesizer).
Kornowicz studierte an der Musikhochschule Warschau bei Tadeusz Baird und Marian Borkowski und am Königlichen Konservatorium Den Haag bei Louis Andriessen. Von 1988 bis 1990 war er Vorsitzender des Jugendverbandes des Polnischen Komponistenverbandes, von 1989 bis 1992 und von 2002 bis 2007 Mitglied im Vorstand der Polnischen Gesellschaft für Neue Musik. Seit 2003 ist er Präsident des Polnischen Komponistenverbandes. Er unterrichtete an der Maria-Curie-Skłodowska-Universität in Lublin und als Gast an anderen polnischen und ausländischen Universitäten. Im Improvisationsensemble The Mud Cavaliers beschäftigt er sich mit Intuitiver Musik.
Kornowicz komponierte Musiken für Theater, Film und Rundfunk. Er erhielt Kompositionsaufträge für Festivals wie den Warschauer Herbst, vom Polnischen Rundfunk, dem Orchester De Ereprijs, dem Joachim-Quartett und der Prager Philharmonie. Seine Werke gehörten zum Repertoire von Musikern wie Elżbieta Chojnacka, Jerzy Maksymiuk und Krzysztof Bąkowski und von namhaften polnischen Orchestern und wurden bei Festivals wie dem Warschauer Herbst, dem Rundfunkfestival der BBC, in Middelburg, Cheltenham, Paris, Lille, Bukarest, Minsk, Kiew und Tokio aufgeführt. 2005 erhielt er die Medaille Gloria Artis, 2008 für seine Verdienste und die Förderung der polnischen Musik den Preis des Autorenverbandes ZAiKS. Im Oktober 2016 wurde er als Nachfolger von Tadeusz Wielecki neuer Direktor des Festivals für zeitgenössische Musik Warschauer Herbst, dessen Programm er seit 2017 verantwortet.

## Werke
- Interakcje für sechs Perkussionisten(1982)
- Transmission für Klavier solo (1983)
- Pisane w Polsce für Tonband (1984)
- Harmonikos für Orchester (1984)
- Tybet I für Tonband (1985)
- Totale für Orchester (1985)
- Off Reduction für Violine solo (1986)
- Tukuang - Płaskowyż Feniksów für Marimbaphon (1987)
- Fractus für Kontrabass solo (1988)
- Runda für drei Perkussionisten (1988)
- Relacja für Altflöte und elektronisches Echo(1990)
- Warkocz Bereniki für Klavier solo (1990)
- Mała Pavana für Violine und Klavier (1993)
- Tchnienie i pył für Kammerorchester (1993)
- Pavanette für Violine und Klavier (1993)
- Puzzler für Kammerorchester (1995)
- Nieustanne rzeczy wirowanie für Violine solo (1996)
- Turlajśpiewka für Saxophonquartett (1997)
- Figury w oplocie für Orchester (1998–99)
- Metanoja für Cembalo und Tonband (1998)
- Cztery poematy do tekstów Czesława Miłosza für Stimme und Klavier (1999)
- Kształty żywiołów für Cembalo und Tonband (2000)
- Oczekiwanie für gemischten Chor (2000)
- Spiętrzenia für Klavierquintett (2001)
- Renesis für Naturklänge(2001)
- Zaklęcia für gemischten Chor (2001)
- Lśnienie für Violine und Klavier (2001)
- Wstęga purpury (W szponach walca) für Klavier (2002)
- Cztery strumienie für Streicher(2003)
- Zorze I - 'Praskie'  für Sinfonieorchester (2004)
- Zorze II - Ereprijs für Kammerorchester (2004–2005)
- Zorze III - Weltblech für Blechbläserensemble und Perkussion (2005)
- Zorze IV - 'Melos Ethos'   für 15 Performer (2006)
- Sceny z bezkresu für Instrumental- und Vokalensemble und Liveelektronik (2006)
- Spiętrzenia für Orchester (2007)